# Conseil départemental de Mayotte
Le conseil départemental de Mayotte est l'assemblée délibérante de la collectivité territoriale unique compétente dans le département d'outre-mer de l'île de Mayotte. Il exerce également les attributions d'un conseil régional.
Son siège se situe à Mamoudzou.
A compter des élections territoriales de 2028, le conseil départemental de Mayotte cédera sa place à l'assemblée de Mayotte, nouvel organe délibérant du département-région de Mayotte.

## Composition de l'assemblée
| Président du conseil départemental         |       |       |      |                         |
| Ben Issa Ousseni (LR)                      |       |       |      |                         |
|                                            |       |       |      |                         |
| Parti                                      | Sigle | Sigle | Élus | Groupes                 |
| Majorité (18 sièges)                       |       |       |      |                         |
| Les Républicains                           |       | LR    | 4    | Majorité départementale |
| Divers droite                              |       | DVD   | 4    | Majorité départementale |
| Mouvement pour le développement de Mayotte |       | MDM   | 3    | Majorité départementale |
| Divers centre                              |       | DVC   | 3    | Majorité départementale |
| Mouvement pour le renouveau du Grand Sud   |       | MRGS  | 2    | Majorité départementale |
| Renaissance                                |       | RE    | 1    | Majorité départementale |
| Nouvel Élan pour Mayotte                   |       | NÉMA  | 1    | Majorité départementale |
| Opposition (8 sièges)                      |       |       |      |                         |
| Mouvement pour le développement de Mayotte |       | MDM   | 3    | Opposition constructive |
| Divers                                     |       | DIV   | 2    | Opposition constructive |
| Renaissance                                |       | RE    | 1    | Opposition constructive |
| Nouvel Élan pour Mayotte                   |       | NÉMA  | 1    | Opposition constructive |
| Divers centre                              |       | DVC   | 1    | Opposition constructive |

## Exécutif

### Historique des présidents
| Période          | Période       | Nom                          | Parti | Parti        |
| ---------------- | ------------- | ---------------------------- | ----- | ------------ |
| 6 juillet 1977   | mars 1991     | Younoussa Bamana             |       | UDF-MPM      |
| mars 1991        | 18 avril 1991 | Hamissi Assani               |       | DIV          |
| 18 avril 1991    | 2 avril 2004  | Younoussa Bamana             |       | UDF-MPM, UMP |
| 2 avril 2004     | 20 mars 2008  | Saïd Omar Oili               |       | DVG, NEMA    |
| 20 mars 2008     | 3 avril 2011  | Ahmed Attoumani Douchina     |       | UMP          |
| 3 avril 2011     | 2 avril 2015  | Daniel Zaïdani               |       | MDM          |
| 2 avril 2015     | 30 juin 2021  | Soibahadine Ibrahim Ramadani |       | UMP, LR      |
| 1er juillet 2021 | en cours      | Ben Issa Ousseni             |       | LR           |

### Bureau actuel (depuis 2021)
- Président du conseil départemental : Ben Issa Ousséni (canton de Tsingoni)
- 1er vice-président : Salime Mdéré (canton de Bouéni)
- 2e vice-présidente : Bibi Chanfi (canton de Ouangani)
- 3e vice-président : Ali Omar (canton de Dzaoudzi)
- 4e vice-présidente : (Zouhourya Mouayad Ben (canton de Mtsamboro)
- 5e vice-présidente : Zamimou Ahamadi (canton de Dembéni)
- 6e vice-président : Daoud Saindou-Malidé (canton de Koungou)
- 7e vice-président : Madi Moussa Velou (canton de Dembéni)

## Controverse
En avril 2018, un rapport de la chambre régionale des comptes de Mayotte critique sévèrement la gestion financière du conseil départemental, alors que l'île connaît des difficultés économiques et une crise sécuritaire. Entre 2012 et 2017 ont ainsi été constatés un fort taux d'absentéisme, des sureffectifs, des recrutements irréguliers ou encore des formations fantaisistes.

### Gestion de l'eau
Mayotte connaît de graves problèmes de gestion de l'eau, notamment en 2023, où l'île connaît une crise sans précédent. 
La construction d'une troisième retenue collinaire d'eau est envisagée, mais le projet est cependant bloqué à cause des difficultés du département à acheter les terrains, qui appartiennent à des propriétaires privés. Un des rares terrains ayant été achetés par Conseil départemental a été revendu en 2021 à des particuliers, pour le coût d'un euro par mètre carré, quelques jours avant la fin du mandat de Soibahadine Ibrahim Ramadani.

## Identité visuelle

Ancien logo.
Logo actuel.